# Heinrich Vaupel
Heinrich Vaupel (* 15. Juli 1805 in Langenhain im Werra-Meißner-Kreis; † 30. Oktober 1875 ebenda) war ein deutscher Bürgermeister und Mitglied der kurhessischen Ständeversammlung.

## Leben
Heinrich Vaupel wurde als Sohn des Georg Heinrich Vaupel und dessen Ehefrau Margarethe Schreiner geboren. In seinem Heimatort übte er das Amt des Bürgermeisters aus und erhielt in dieser Funktion im Jahre 1842 aus dem Wahlkreis Eschwege-Land ein Mandat für die kurhessische Ständeversammlung. Er blieb bis 1844 in dem Parlament und wurde 1861 nochmals Abgeordneter. Er war bis 1862 Alterspräsident und Mitglied der Zweiten Kammer der Ständeversammlung. Sein Mandat lief im Jahr 1866 aus, als das Land Hessen von Preußen annektiert wurde.